# Гранё, Йоханнес
Йоханнес Габриэль Гранё (Гавриил Иванович Гранэ; фин. Johannes Gabriel Granö; 14 марта 1882 — 23 февраля 1956) — финский географ, профессор, исследователь Сибири и Монголии. Он также известен благодаря исследованиям по ландшафтной географии. Гранё был профессором в университетах Тарту, Хельсинки и Турку.

## Биография
Йоханнес Габриэль Гранё родился 14 марта 1882 года в городе Лапуа Западной Финляндии в семье пастора и археолога-любителя. В 1885—1891 годах жил в Омске, где его отец служил священником при финской общине. В 1892—1900 годах учился в Северной Финляндии в городах Торнио и Оулу.
С 1900 года изучал ботанику в Хельсинкском университете, но затем перешёл на географический факультет. Его второстепенными предметами были биология и геология. Будучи студентом, он проводил свои каникулы в Омске у своего отца. Там Гранё делал заметки, и в 1905 году вышла его первая научная публикация «Siperian suomalaiset siirtolat» о финских колониях в Сибири.
Гранё получал стипендии от Финно-угорского общества, и совершил три исследовательских поездки по Северной Монголии, Алтаю и Саянам в 1906, 1907 и 1909 годах соответственно. Его исследования были посвящены преимущественно влиянию Ледникового периода на морфологию гор.
Гранё стал профессором университета Тарту в 1919 году. Он основал кафедру и организовал преподавание на эстонском языке. В 1923 году он был приглашён в Хельсинкский университет на должность профессора и редактора Атласа Финляндии. Вскоре его попросили переехать в Турку, где был основан финский университет. Там он даже имел достаточно времени для собственных исследований. С 1932 по 1934 год Гранё был ректором университета Турку.
Гранё разработал концепцию «чистой географии». Он создал рабочую методологию для определения и классификации ландшафтов не только на основе геоморфологии, но также с учётом водоёмов, растительности и антропогенного воздействия.
Немало работ Гранё опубликовано в Германии, и, таким образом, он получил известность в немецкоязычных странах. Только во время Первой Мировой войны он опубликовал несколько работ на французском.
Фотографии, сделанные Гранё в связи во время его полевых исследований в Алтайских горах, среди колоний финских поселенцев в Сибири, в степях Западной Сибири и в Монголии, в частности, с целью изучения жителей этих областей, были подарены обществу финской литературы, и часть из них была представлена на выставке в Хельсинкском художественном музее в 2002 году.
Скончался 23 февраля 1956 года в одной из больниц города Хельсинки. Его тело было кремировано. Прах захоронен на кладбище Хиетаниеми.

## Память
Астероид (1451) Гранё был назван в честь Гранё. Его имя также носит ледник в алтайском массиве Таван-Богдо-Ула. Центр кооперации университета Турку и университета Тарту получил название Центр Гранё.

## Сочинения
- Pure Geography, 1929, translation in English 1997[11]
- Altai I—II, 1919—1921, with photographs by the author, republished in 1993. Translations in Swedish and Russian.[12]
- Beiträge zur Kenntnis der Eiszeit in der nordwestlichen Mongolei und einigen ihrer südsibirischen Grenzgebirge (doctors thesis 1910)
- Die Nordwest-Mongolei (in «Zeitschrift der Gesellschaft für Erdkunde», 1912)
- Morphologische Forschungen im östlichen Altai (in «Zeitschrift der Gesellschaft für Erdkunde», 1914)
- Les formes du relief dans l’Altai russe et leur genése (in «Fennia» 1917)
- Die landschaftlischen Einheiten Estlands (1922)
- Die geographischen Gebiete Finnlands (1931)
- Mongolische Landschaften und Örtlichkeiten (1941)
- Das Formengebäude des nord-östlischen Altai (1945)